# Jasaw Chan Kʼawiil I
Jasaw Chan Kʼawiil I, còn được gọi là Vua A, Ah Cacao và Bầu trời Mưa (655—734), là một nhà vua Maya của thành phố Tikal. Ông được lên ngôi vào ngày 3 tháng 5 năm 682 và tại vị cho đến khi mất.

## Tiểu sử

Hình chữ của Jasaw Chan Kʼawiil I

Trước khi tiến bộ trong việc giải mã nền văn minh Maya đã tiết lộ cách đọc tên của ông, ông còn được giới nghiên cứu biết đến với tên gọi vua Tikal A, Jasaw Chan Kʼawiil hoặc với biệt danh Ah Cacao.
Một trong những nhà cầm quyền nổi tiếng của Tikal nhất, triều Jasaw Chan Kʼawiil đến vào cuối thời kỳ gián đoạn bị kéo dài 130 năm trong hồ sơ lịch sử của Tikal, và ông được thất bại trước đối thủ ở thành phố Maya thuộc Calakmul vào năm 695 được xem là tượng trưng cho sự hồi sinh sức mạnh và ảnh hưởng của Tikal.